# Большие Соли (санаторий)
Центр медицинской реабилитации «Большие Соли» — медицинское учреждение, специализирующееся на восстановительной медицине, а именно на реабилитации пациентов с заболеваниями опорно-двигательного аппарата и периферической нервной системы. Расположен в посёлке городского типа Некрасовское в Ярославской области.

## История
Старые названия посёлка Некрасовское — Великая Соль, Усольск, Большие Соли — связаны с соляными ключами, которые во множестве били у берегов реки Солоницы, по обе стороны которой он расположен. С древних времён местные жители производили добычу поваренной соли, используя около 20 специальных колодцев и солеварни. В 1881 году по инициативе земского врача А. Г. Курочкина в посаде Большие Соли был впервые произведён анализ местных соляных вод. Минеральные воды были отнесены к типу умеренных вод поваренной соли, тождественных солигаличским минеральным водам и рекомендованы к употреблению в лечебных целях, особенно в виде ванн.:37-40
В 1915 году открылся курорт «Большие соли», состоявший в то время из одной деревянной избы с четырьмя чугунными ваннами. Началось целенаправленное использование солёной воды для лечения ревматизма, радикулита и других заболеваний.:94-95

Журнал очередного собрания гл. уполномоченных Большесольского городского общественного управления. Заседание 5 мая 1916 года. Стр. 1.
Журнал очередного собрания гл. уполномоченных Большесольского городского общественного управления. Заседание 5 мая 1916 года. Стр. 2.

С 1941 года курорт «Большие Соли» был переквалифицирован в тыловой госпиталь и физиотерапевтическую больницу (1963 г.), а позже (1982—1990 гг.) — в больницу восстановительного лечения.
В сентябре 1984 года, должность главного врача занял Александр Аполлонович Барбакадзе, который решил вопрос о реконструкции больницы, проведённой в 1985 году за пять месяцев. В облздравотделе был создан специальный реабилитационный совет, проводивший отбор больных по профильности отделений больницы. Так 5 мая 1985 года состоялся приём первых 100 пациентов. А уже в сентябре «Большие Соли» превратились в Областную больницу восстановительного лечения на 240 коек, в том числе 60 детских гастроэнтерологических.
Осенью 1988 года началась закладка фундамента нового лечебного корпуса, строительство которого продвигалось быстрыми темпами.
В апреле 1991 года трудовым коллективом была проведена приватизация больницы, осуществлённая при помощи банковского кредита (в сумме 1,2 миллиона рублей), соответствующего оценочной стоимости недвижимости. Следствием приватизации явилось усиление ответственности коллектива за больницу и качество лечебного процесса. Увеличившийся поток пациентов помог организации вернуть привлечённые средства раньше срока, предусмотренного кредитным договором:62-63. Вся организация получила экономическую независимость и возможность работать на формировавшемся рынке медицинских услуг.
В 1994 году был сдан в эксплуатацию новый лечебный корпус. В связи с этим появилась возможность организации работы новых кабинетов, установки нового оборудования для реабилитации, привлечения дополнительных кадров для укрепления лечебного процесса.
Для службы лечебной физкультуры были открыты спортивный и тренажёрный залы. Первыми в Ярославской области были открыты универсальный кабинет лечебной реабилитации по польской методике «UGUL», кабинет мануальной терапии и стали применять райттерапию (иппотерапию) для лечения детей с нарушениями осанки.:335-341 В корпусе также находились 25-метровый бассейн, 9 массажных кабин, 3 кабинета гидромассажа, 2 кабинета электросветолечения, был расширен кабинет рефлексотерапии, установлены 8 бальнеотехнических и 2 вихревые ванны, созданы 15 номеров повышенной комфортности, врачебные кабинеты и т. д.:63-69
В марте 1995 года в освободившемся бывшем физиотерапевтическом отделении был открыт операционный блок для проведения ортопедических операций по эндопротезированию. За операционным столом вместе с ярославским хирургом В. В. Ключевским работали американцы Дж. Керш, Р. Лоноган, Дж. Гисман, Дж. Холл. Первый пациент был успешно прооперирован и через 3 дня больной смог встать на ноги. Его послеоперационная реабилитация также проводилась в «Больших Солях».:335-336 В дальнейшем практически все операции проводил профессор Ключевский. Специализируясь на эндопротезировании, с 1995 года по 2000 год в больнице провели 242 подобные операции. Таким образом, больница восстановительного лечения полностью переквалифицировалась на реабилитацию пациентов с заболеваниями опорно-двигательного аппарата.

Больница восстановительного лечения «Большие Соли» член Национальной Курортной Ассоциации Российской Федерации, имеет международный сертификат FEMTEC (Всемирной Федерации водолечения и климатолечения), является обладателем международной премии «Профессия — жизнь» 2005 года, дипломов Лучшая здравница 2006 и 2007 года по версии Национальной курортной ассоциации РФ. Специалисты центра не раз становились победителями профессиональных соревнований российского уровня. В «Больших солях» побывали некоторые знаменитости.

## Лечение

### Показания для лечения взрослых
- Заболевания костно-мышечной системы:
  - деформирующие артрозы;
  - полиартриты вне обострения;
  - заболевания и последствия травм позвоночника;
  - последствия травм;
  - состояния после ортопедических операций;
  - остеохондроз с различными клиническими проявлениями в подострой стадии или в стадии затухающего обострения.
- Заболевания периферической нервной системы:
  - плекситы, невриты, полиневриты;
  - состояния после нейрохирургических операций на позвоночнике и периферических нервах.

### Показания для лечения в детском отделении
- врожденные и приобретенные заболевания позвоночника и суставов, в том числе артриты вне обострения;
- остеохондропатии;
- последствия травм позвоночника и конечностей;
- состояния после ортопедических операций.[19]

## Структурные подразделения
Центр медицинской реабилитации «Большие Соли» состоит из трёх структурных подразделений:
- ОАО Больница восстановительного лечения «Большие Соли» — специализируется непосредственно на восстановлении опорно-двигательного аппарата поступающих пациентов (как взрослых, так и детей);
- ООО СПА «Большие Соли» — является как составляющим звеном в реабилитации пациентов больницы, так и обособленно предлагает широкий спектр услуг и программ;
- ООО «Барлей БС» — обеспечивает весь процесс питания пациентов.

## Галерея

Курорт «Большие Соли». Изба с ванным залом, 1915 год.
Курорт «Большие Соли». Столовая и лечебница. Бывший дом купца Охлобыстина, 1925 год.
Административное здание, 1970 год.
Центр медицинской реабилитации «Большие соли». Парковая зона, 2008 год.
Центр медицинской реабилитации «Большие соли». Картинная галерея, 2010 год.
Центр медицинской реабилитации «Большие соли». Ресепшн СПА, 2009 год.